# Bryan Gerzicich
Bryan Paul Gerzicich (Los Angeles, 20 marzo 1984) è un ex calciatore argentino, di ruolo centrocampista.

## Carriera
Ha giocato nella massima serie dei campionati argentino ed israeliano.